# Hervé IV. (Donzy)
Hervé IV. de Donzy (1194 bezeugt; † 21. Januar 1222 oder 23. Januar 1223 auf Burg Saint-Aignan, wohl vergiftet) war ein Herr von Donzy und Gien und de iure uxoris ein Graf von Nevers. Er war ein jüngerer Sohn von Hervé III. de Donzy († 1187) aus dem Haus Semur und Mathilde Goet.

## Leben
Er nahm am dritten Kreuzzug teil und erreichte im Herbst 1189 als Angehöriger eines Vorauskommandos die Belagerung von Akkon. Zurück in der Heimat geriet er in eine Auseinandersetzung mit Peter II. von Courtenay um den Besitz der Burg von Gien, bei der es ihm gelang, seinen Gegner bei Cosne zu besiegen und gefangen zu nehmen. Durch Vermittlung des Königs Philipp II. August kam es 1199 zu einer Verständigung. Peter von Courtenay wurde freigelassen, musste seine Tochter Mathilde von Courtenay, seit dem Tod ihrer Mutter Agnes I. von Nevers 1192 Gräfin von Nevers, Auxerre und Tonnerre, Hervé zur Frau geben. Hervé erhielt aber nur die Grafschaft Nevers zur Verwaltung, Peter selbst trug seitdem die Titel eines Grafen von Auxerre und Tonnerre. Die Ehe wurde im Oktober 1199 geschlossen, obwohl die dazu nötige päpstliche Dispens erst am 20. Dezember 1213 erteilt wurde. Hervé wiederum willigte ein, dass der König die Burg von Gien an sich nahm.
Philippe-Augustes Interesse an Hervé de Donzy lag vor allem an alten Verpflichtungen der Familie, die sie  an das englische Königshaus, die Plantagenet band. Durch die erfolgreiche Vermittlung des Königs schienen diese durch neue Verpflichtungen den Kapetingern gegenüber in den Hintergrund zu treten. Tatsächlich nahm Hervé de Donzy wenige Jahre später an der Eroberung der Normandie (1203/04) auf französischer Seite teil, ebenso wie an den anschließenden Feldzügen in der Touraine und im Poitou sowie ab 1209 auch dem Albigenserkreuzzug.
Da Hervé sich später wieder den Engländern zuwandte und in der Schlacht bei Bouvines am 27. Juli 1214 somit auf der Seite der Verlierer stand, zog König Philippe-Auguste die Ländereien Hervés ein, die an englischen Besitz in Frankreich grenzten, und strebte gleichzeitig danach, seiner Familie den Rest durch familiären Bindungen zu sichern. Hervé wurde am 8. September 1217 gezwungen, die Hand seiner Erbtochter Agnes und damit Nevers, Auxerre und Tonnerre Philippe-Augustes gleichnamigem Enkel zu versprechen, was nur dadurch nicht zur Ehe führte, weil der zukünftige Ehemann im Jahr darauf bereits verstarb. Hervé musste daraufhin zusagen, Agnes nur mit Zustimmung des Königs zu verheiraten.
1218 nahm Hervé am Kreuzzug von Damiette teil, kehrte aber nach Europa zurück, als er erfuhr, dass sein Schwiegervater gestorben 1219 sei, um dessen Besitz in Frankreich an sich zu nehmen. Zwei Jahre später verheiratete er seine Erbtochter mit Guy IV. de Châtillon, Graf von Saint-Pol. Gerüchten zufolge starb er weitere zwei Jahre später durch Gift.
Hervé und Mathilde hatten zwei Kinder:
- Guillaume, 1207 bezeugt, † jung
- Agnès, † 1225, Dame de Donzy; ⚭ 1221 Guy IV. de Châtillon, Graf von Saint-Pol

Er wurde im Kloster Pontigny bestattet. Seine Witwe heiratete 1226 in zweiter Ehe Guigues IV., Graf von Forez.

## Weblink
- Materialsammlung zu Hervé IV. von Donzy. (Memento vom 30. September 2007 im Internet Archive) genealogie-mittelalter.de